# Rokas Masiulis

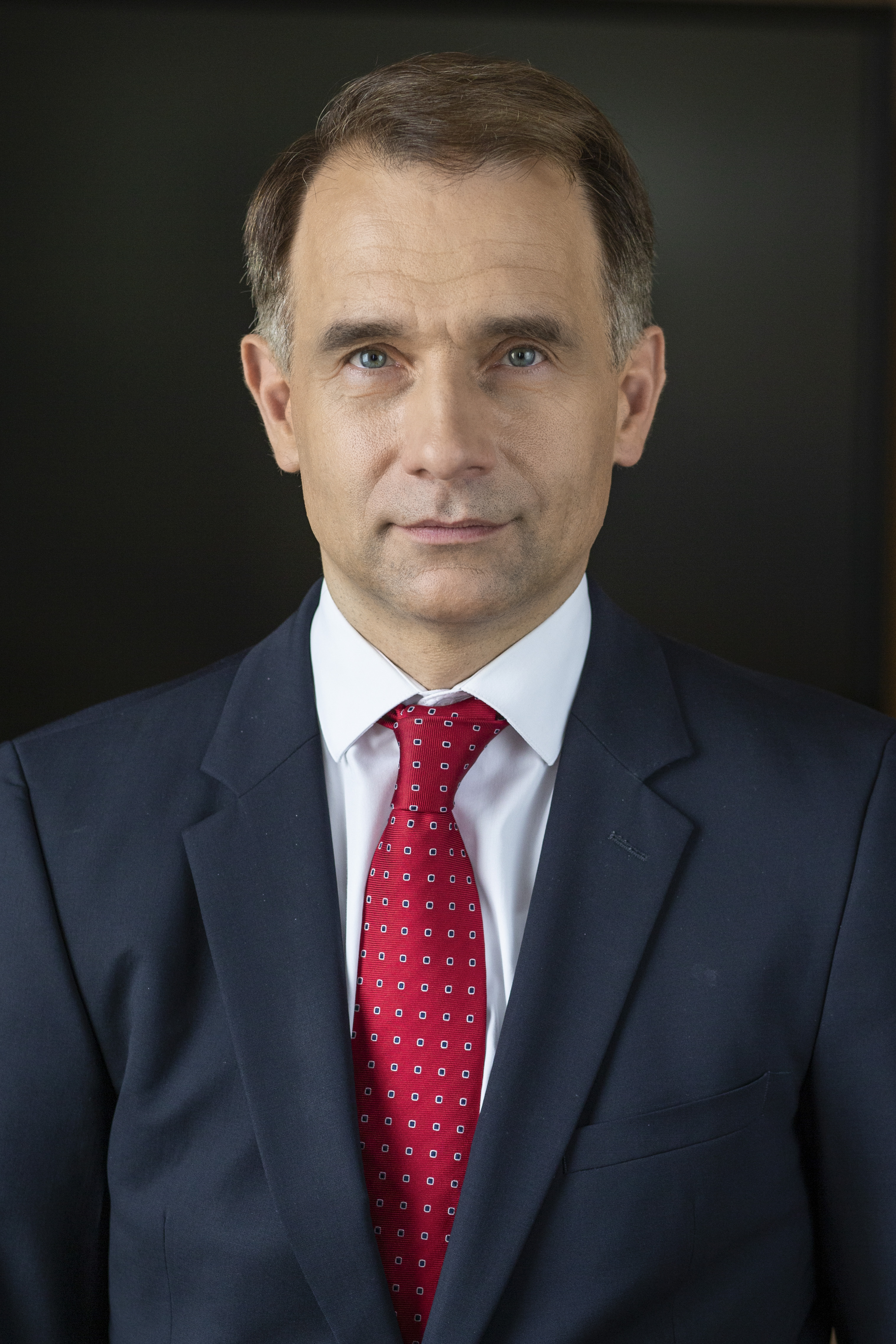
Rokas Masiulis, 2019

Rokas Masiulis (* 6. August 1969) ist ein litauischer Manager, Wirtschaftsprüfer und Politiker. Von Dezember 2016 bis August 2019 war er Verkehrsminister Litauens. Von 2014 bis 2016 war er Energieminister Litauens.

## Leben
Nach dem Abitur 1989 an der Mittelschule absolvierte Masiulis 1994 ein Diplomstudium der Ökonomie an der Fakultät für Wirtschaft und Produktionsmanagement und von 1992 bis 1994 ein Masterstudium am Institut für internationale Beziehungen und Politikwissenschaften der Universität Vilnius.
Von 1994 bis 1996 war Masiulis Assistent und dann bis 1999 leitender Wirtschaftsprüfer bei Arthur Andersen, von 1999 bis 2007 oberster Wirtschaftsprüfungs-Chef bei Arthur Andersen und Ernst & Young, danach bis 2009 Direktor bei IS Partners UAB. Von 2009 bis 2010 war er Vorstandsmitglied, Business-Entwicklungsdirektor und Finanzdirektor und 2010 Verwaltungsdirektor bei LEO LT AB.
Von September 2010 bis 2014 war er Vorstandsmitglied und Generaldirektor von Klaipėdos nafta AB. Er war Vizepräsident und Ratsmitglied im Verband Lietuvos jūrų krovos kompanijų asociacija und von 2012 bis November 2013 Vorstandsmitglied im Unternehmen LITGAS UAB, bis September 2013 auch Generaldirektor. Masiulis hält 100 % der Aktien von IS Partners.
Von 2011 bis 2012 war er Vorstandsmitglied und  2012 Vorstandsvorsitzender von Baltpool UAB.
Er war Vizepräsident der Wirtschaftsprüfungskammer Litauens.
Masiulis spricht Englisch und Russisch, liest Polnisch und hat Grundlagenkenntnisse in Chinesisch.

## Politik
Vom 25. September 2014 bis zum 13. Dezember 2016 war Rokas Masiulis Energieminister Litauens im Kabinett Butkevičius. Als Kandidat wurde er von Loreta Graužinienė, Vorsitzende der Darbo partija (DP), vorgeschlagen. Die litauische Präsidentin Dalia Grybauskaitė ernannte Masiulis noch am Tag des Vorschlags (22. September 2014) zum Minister, ohne die Sitzung des DP-Parteirats abzuwarten. Vom 13. Dezember 2016 bis 7. August 2019 war Rokas Masiulis Verkehrsminister Litauens im Kabinett Skvernelis.

## Familie
Seine Mutter Janina Masiulienė war Juristin, sein Vater Tadas Masiulis Physiker und Mathematiker.
Rokas Masiulis ist verheiratet und hat ein Kind (* 2014). Masiulis wohnte mit seiner Familie in Giruliai.
Sein Zwillingsbruder Petras Masiulis ist Direktor des Unternehmens UAB Tele2, einer der größeren Telekommunikationsfirmen Litauens.